# Дуцове
Дуцове (словац. Ducové) — деревня в районе Пьештяни Трнавского края Словакии. В письменных источниках начинает упоминаться с 1348 года. Находится на западе Словакии недалеко от курортного города Пьештяны. С 1976 по 1992 год была частью муниципалитета Мораваны-над-Вагом.

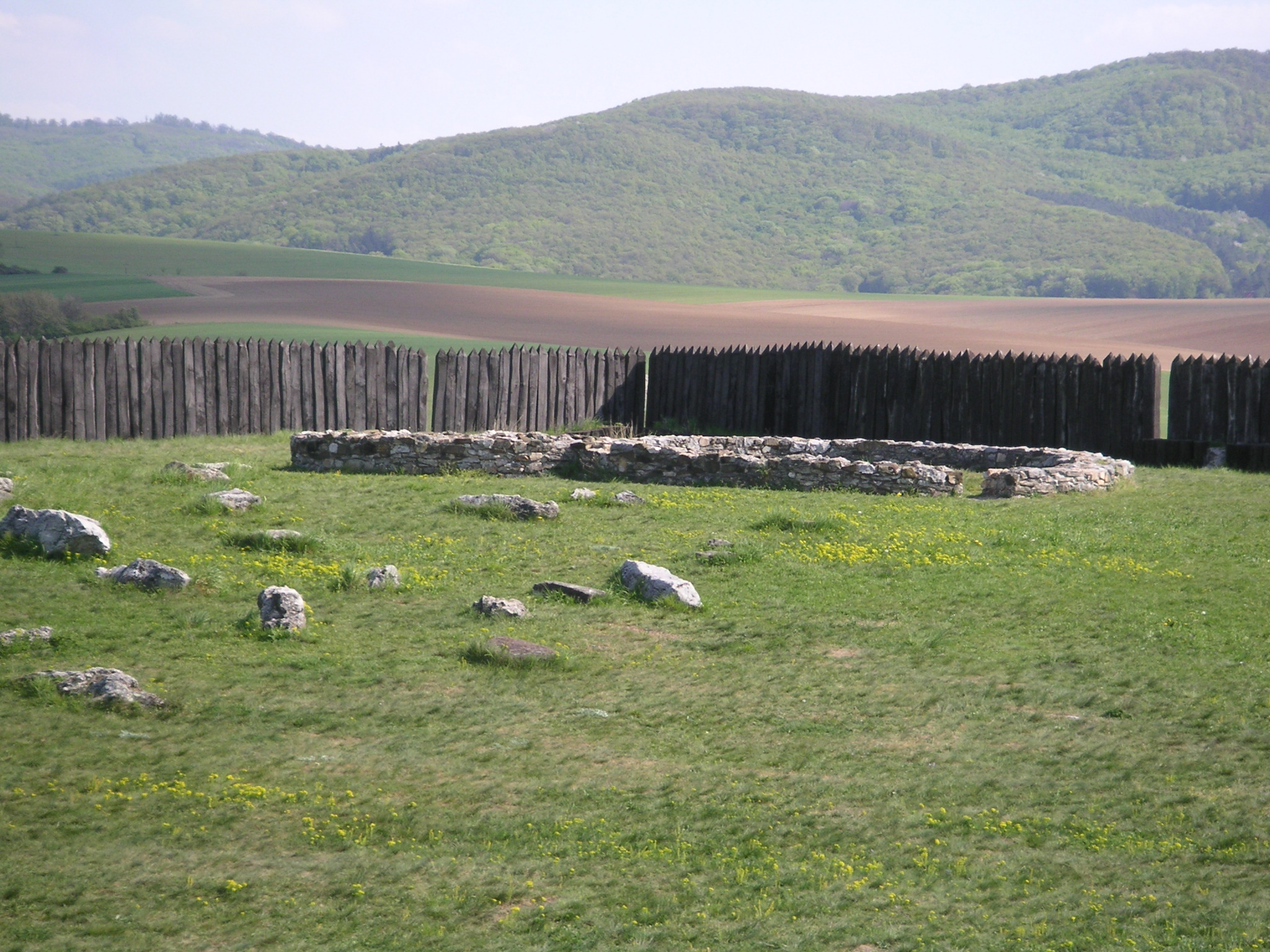
Руины церкви и реконструированные палисады великоморавского замка Костолец с ротондой над Дуцовом

Над деревней находится археологический великоморавский памятник Костолец с ротондой. Вельможный двор был основан в середине 9 века после падения близлежащего городища в Победиме, часто связанного с объединением княжеств Моравии и Нитры. Дворец был похож на франкские дворцы VIII—IX веков и населён представителями славянской элиты. Он был защищён массивным дубовым частоколом, сдвоенным с одной стороны и построенным на вершине доисторического кургана. Административные и представительские функции были подчеркнуты стратегическим местоположением возле речного брода. Внутреннее пространство было разделено дополнительными частоколами и занято жилыми домами, хозяйственными постройками, христианской церковью-ротондой и кладбищем. Круглая ротонда с апсидой похожа на ротонду в Старом месте. Просуществовал до 940—970 гг., когда он сгорел, скорее всего, во время нападения венгров.

## Население
| Год:                | 1994 | 2004    | 2014     | 2024     |
| ------------------- | ---- | ------- | -------- | -------- |
| Количество человек: | 334  | 357     | 416      | 482      |
| Разница:            |      | +6,88 % | +16,52 % | +15,86 % |